# Manduca cubana
Manduca cubana är en fjärilsart som beskrevs av Wood 1915. Manduca cubana ingår i släktet Manduca och familjen svärmare. Inga underarter finns listade i Catalogue of Life.